# Mortalismo cristão
Mortalismo cristão é uma designação dada à crença de que a alma morre e que o "sono" da morte é inconsciente. Esta doutrina também é chamada de "Estado Inconsciente dos Mortos", e é uma crença sobre o destino final das almas, e está associada ao aniquilacionismo.

## Confusão com Sono da Alma
A doutrina do mortalismo cristão é, por vezes, designada como Sono da alma. Contudo, há uma doutrina homônima para o estado intermediário entre a morte e o juízo final. Alguns teólogos na história, como William Tyndale e Martinho Lutero, acreditavam que o estado intermediário dos mortos seja apenas um "sono" inconsciente. Segundo estas crenças, a alma não tem consciência de nada após a morte e não saberá sequer quanto tempo se passou até a ressurreição. Para elas, seria como se o tempo passasse imediatamente da morte para a ressurreição.
Alguns adeptos da doutrina do sono da alma também aderem à doutrina do mortalismo cristão, sendo referidos como "mortalidade condicional". 

## Termo
O termo "mortalismo cristão" é um termo acadêmico que data dos anos 1960 no estudo da Reforma Inglesa e do racionalismo. O termo foi popularizado pelo historiador Norman Burns, em seu estudo de William Tyndale, John Milton, Thomas Hobbes, Isaac Newton e John Locke. Anteriormente, os historiadores haviam usado o termo "aniquilacionismo", mas isso não fazia distinção entre a aniquilação total e a crença no "sono da morte" e "ressurreição final".
Um defensor do princípio do estado inconsciente da alma foi Martinho Lutero:
"Differunt tamen somnus sive quies hujus vitae et futurae. Homon enim in hac vita defatigatus diurno labore, sub noctem intrat in cubiculum suum tanquam in pace, ut ibi dormiat, et ea nocte fruitur quiete, neque quicquam scit de ullo malo sive incendii, sive caedis. Anima autem non sic dormit, sed vigilat, et patitur visiones loquelas Angelorum et Dei. Ideo somnus in futura vita profundior est quam in hac vita et tamen anima coram Deo vivit. Hac similitudine, quam habeo a somno viventia."
Contudo, quando João Calvino chamou a crença de Lutero "sono da alma" em contraste com sua própria crença: "Psychopannychia" - "a vigília da alma" houve uma confusão com os termos. Nos anos seguintes, o título grego do livro de Calvino, "Psychopannychia" (psyche "alma", pan-nychis "toda a noite") foi mal interpretado e aplicado à crença de Lutero.

## Base doutrinal
As bases doutrinárias está fundamentada na Bíblia. Alguns dos versos bíblicos utilizados são: Gênesis 3:19; Jó 3:11-19; Salmo 6:5; 146:4; Eclesiastes 9:5; 12:7; Isaías 38:18.
Segundo essa doutrina, todos os mortos agora estão dormindo nas sepulturas e os justos que "morreram em Cristo" reviverão no dia da Ressurreição para assim possuírem a vida eterna. "Só assim podemos conseguir a vida eterna" dizem seus argumentadores. (João 5:28,29; 1 Corintios 15:51-53;1 Tessalonicenses 4:16.) E assim, terá uma segunda ressurreição para os ímpios, eles serão consumidos no fogo do inferno e nunca mais existirão. (Daniel 12:2; Apocalipse 20:5,6.)
A doutrina do mortalismo cristão é adotado denominações específicas como os Adventistas do Sétimo Dia e cristadelfianos. Alguns anglicanos como o ultracalvinista E. W. Bullinger  e o evangélico John Stott aderem a essa doutrina. Outros expoentes evangélicos são os teólogos Clark Pinnock, John Wenham, Philip Hughes, e Stephen Travis. Em comum, negam qualquer existência consciente da alma após a morte, exceto para os salvos. 

## Oposição
As doutrinas do mortalismo cristão e do sono da alma são rejeitadas pela Igreja Católica, assim como pela maioria das igrejas evangélicas (batistas, assembleianas, presbiterianas etc.), e pela Igreja Episcopal.
Os seguidores do espiritismo, por razões óbvias, também não acreditam no mortalismo cristão nem no sono da alma.

## Psicopaniquismo
Psicopaniquismo ("Psychopannychia" = psyche "alma", pan-nychis "toda a noite", palavra que deriva do grego e que significa: "A vigília da alma") é uma doutrina que muitos creem que a alma não dorme durante a morte até a ressurreição. Após vários erros editoriais e de interpretação, o termo é usado em seu sentido contrário, o de sono da alma, o que apropriadamente seria hipnopsiquismo.
A origem de todo pensamento que envolve o psicopaniquismo está no segundo livro de Calvino, escrito em 1534, que será também o primeiro sobre religião. O título completo do livro de Calvino era: "Psychopannychia - tratado pelo qual se prova que as almas permanecem vigilantes e vivas uma vez que tenham deixado os corpos, o que contraria o erro de alguns ignorantes que sustentam que elas dormem até ao último momento".